# 東薩塞克斯郡
東薩塞克斯郡（英語：East Sussex），英國英格蘭東南部的郡，南臨英倫海峽。刘易斯是郡治。以人口計算，布萊頓-霍夫是第1大自治市鎮（Borough），威爾登區是第2大自治市鎮；布萊頓是第1大鎮（Town），霍夫是第2大鎮，伊斯特本是第3大鎮、第3大自治市鎮，黑斯廷斯是第4大鎮、第5大自治市鎮。
東薩塞克斯是34個非都市郡之一，實際管轄5個非都市區，佔地1,709平方公里（第30），有506,200人口（第26）；如看待成48個名譽郡之一，它名義上包含多1個單一管理區─布萊頓-霍夫，佔地增至1,792平方公里（第33），人口增至757,600（第28）。

## 地方沿革
1189年，薩塞克斯在地理上被分為東薩塞克斯、西薩塞克斯兩部分。
《1888年地方政府法案》在1888年4月1日生效後，東、西部分升格為行政郡，有獨立的郡議會。不過，法案沒有廢除薩塞克斯郡，如把它看待成名譽郡，它仍包含東、西薩塞克斯兩部分。
《1972年地方政府法案》在1972年4月1日生效後，薩塞克斯郡連僅有的名譽郡地位也喪失掉，被正式廢除；《1888年地方政府法案》新設的行政郡被全部廢除，原有行政郡地位的郡改獲其他郡級地位。東、西薩塞克斯都獲名譽郡、新設的非都市郡地位。在1888年起屬於東薩塞克斯郡西部的海沃茲希思、伯吉斯山、東格林斯蒂德等地，改歸西薩塞克斯郡管轄。

## 經濟
以下經濟數據來源是英國國家統計辦公室
| 年   | 地區生產總值 | 農業 | 工業y | 服務  |
| ---- | ------------ | ---- | ----- | ----- |
| 1995 | 4,359        | 84   | 1,053 | 3,222 |
| 2000 | 4,953        | 54   | 1,155 | 3,744 |
| 2003 | 5,326        | 69   | 1,252 | 4,004 |

## 行政區劃

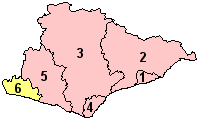
1. 黑斯廷斯
2. 羅瑟
3. 威爾登
4. 伊斯特本
5. 劉易斯
6. 布萊頓-霍夫（單一管理區）

東薩塞克斯是非都市郡，實際管轄5個非都市區：黑斯廷斯（Hastings）、羅瑟（Rother）、威爾登（Wealden）、伊斯特本（Eastbourne）、劉易斯；如看待成名譽郡，它名義上包含多1個單一管理區：布萊頓-霍夫（Brighton & Hove）。

## 地理
下圖顯示英格蘭48個名譽郡的分佈情況。東薩塞克斯東北與根德郡相鄰，南臨英倫海峽，西與西薩塞克斯郡相鄰，北與舒梨郡相鄰。